# كهف يوروبا باس
كهف يوروبا باس (بالإنجليزية: Europa Pass Cave)‏ هو كهف يقع ضمن أقاليم ما وراء البحار البريطانية في منطقة جبل طارق التابعة للتاج البريطاني.